# Melanie Chartoff
Melanie Barbara Chartoff, född 15 december 1948 i New Haven i Connecticut, är en amerikansk skådespelare och komiker. Hon är bland annat känd för att ha gjort rösten till Didi Pickles (och även modern Minka Kropotkin) i Nickelodeon-serierna Rugrats och All Grown Up!. Chartoff spelar rektor Grace Musso i Parker Lewis samt förekommer i ett avsnitt av Seinfeld.